# Tommy La Stella
Thomas Frank La Stella (Westwood, 31 gennaio 1989) è un giocatore di baseball statunitense, seconda base e terza base per i San Francisco Giants della Major League Baseball.

## Biografia
La Stella è nato a Westwood, New Jersey da Phil, di origini italiane, e Jane. La Stella e i suoi due fratelli crebbero nella vicina cittadina di Closter.

## Carriera

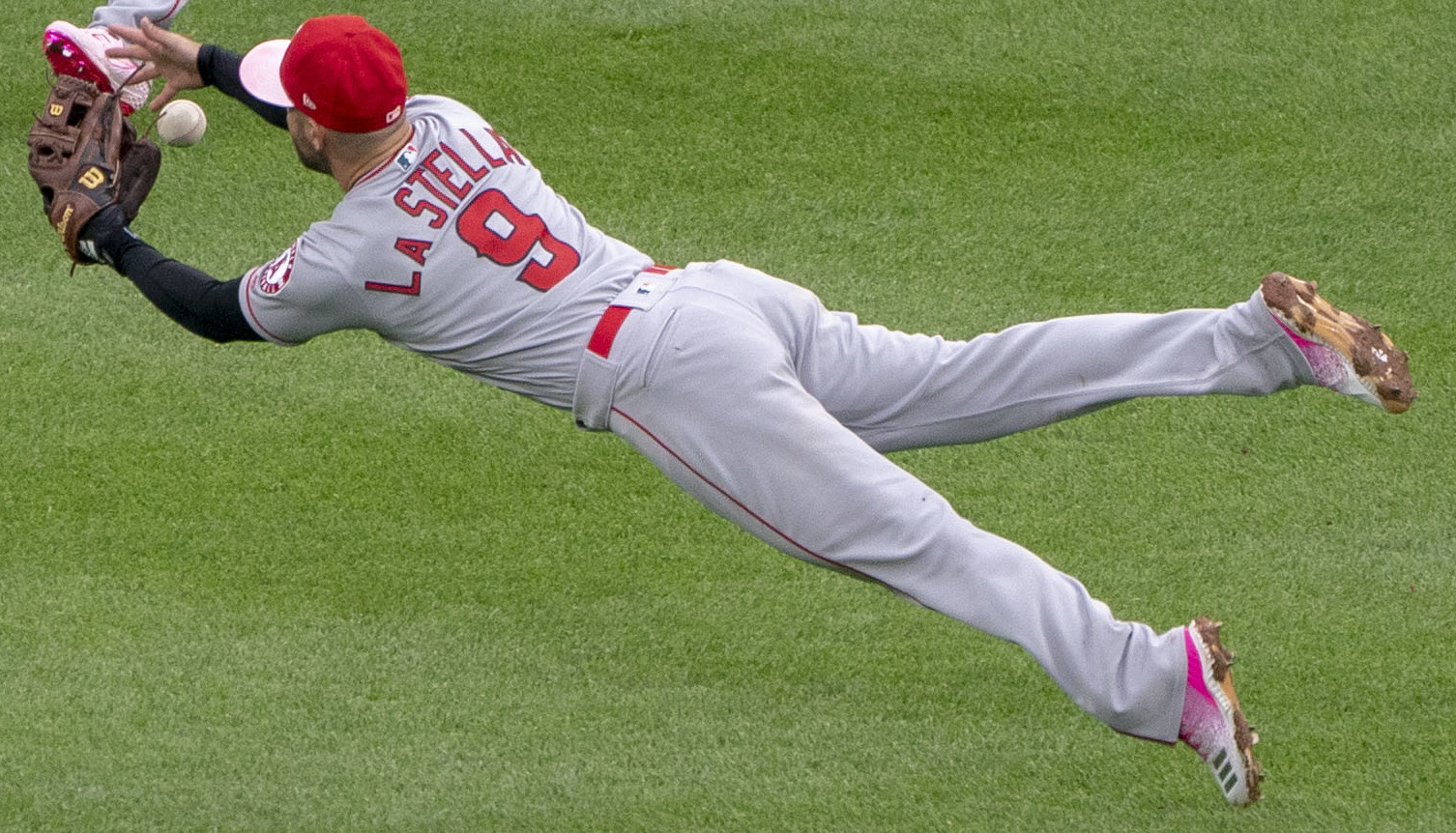
La Stella mentre effettua una presa in tuffo nel 2019

### Inizi e Minor League (MiLB)
La Stella frequentò la St. Joseph Regional High School di Montvale, sempre nella contea di Bergen. Terminati gli studi superiori si iscrisse prima alla St. John's University nel Queens di New York e successivamente alla Coastal Carolina University di Conway, Sud Carolina. Da quest'ultima, venne selezionato nel 8º turno del draft MLB 2011 dagli Atlanta Braves, che lo assegnarono nella classe A. Disputò la stagione 2012 quasi interamente nella classe A-avanzata e nel 2013 venne promosso nella Doppia-A. Iniziò la stagione 2014 nella Tripla-A.

### Major League (MLB)
La Stella debuttò nella MLB il 28 maggio 2014, al Fenway Park di Boston contro i Boston Red Sox, battendo le prime due valide nel suo secondo e terzo turno di battuta. L'8 agosto contro i Nationals, colpì il suo primo fuoricampo. Giocò durante la sua prima stagione nel ruolo di seconda base e concluse la stagione con 93 partite disputate nella MLB e 47 nella Tripla-A.
Il 16 novembre 2014, i Braves scambiarono La Stella con i  Chicago Cubs per Arodys Vizcaino.
Nel 2015, giocò solo due partite a inizio stagione prima di subire un infortunio muscolare, il 10 aprile. Assegnato alla minor league a scopo riabilitativo, dove si infortunò nuovamente. Venne richiamato nella MLB il 24 agosto. Durante la stagione venne schierato spesso come sostituto battitore, ruolo in cui ottenne risultati eccellenti. Nella fase difensiva invece, per incrementare la sua versatilità, iniziò a giocare anche come terza base. Concluse la stagione regolare con 33 presenze nella MLB e 19 nella minor league.
Terminata la stagione regolare, partecipò al primo post-stagione, partendo come terza base titolare durante il NL Wild Card Game. Nei dieci turni di battuta affrontati complessivamente nel post-stagione, subì 3 strikeout e non colpì nessuna valida.
Il 29 luglio 2016, La Stella venne trasferito nella minor league, ma inizialmente il giocatore rifiutò di scendere di categoria e venne inserito nella lista dei giocatori inattivi. Accettò il 17 agosto e venne richiamato nella MLB il 31 dello stesso mese. Giocò durante la stagione regolare principalmente come terza base.
Qualche mese dopo, La Stella e i Cubs divennero campioni delle World Series 2016, le prime della franchigia degli ultimi 108 anni. Tuttavia La Stella partecipò solamente a una partita della NL Division Series durante il post-stagione, poiché non venne convocato dai Cubs ne durante la Championship Series ne durante le World Series.
Il 20 luglio 2018, venne schierato come lanciatore di rilievo in una partita contro i Cardinals. Lanciò per 1.1 inning, concedendo 3 valide, tra cui un home run. Il 31 agosto, partecipò alla sua 21ª partita stagionale come sostituto battitore, battendo il record dei Cubs, precedentemente condiviso da Thad Bosley e Dave Clark.
Il 29 novembre 2018, i Cubs scambiarono La Stella con i Los Angeles Angels per un giocatore da nominare in seguito. Il 13 dicembre, gli Angels inviarono il giocatore di minor league Conor Lillis-White ai Cubs, per completare  lo scambio. Nel 2019 venne convocato per il suo primo All-Star Game. Tuttavia il 2 luglio, prima dell'evento, La Stella si fratturò la tibia colpendo una palla in foul. Rientrò il 27 settembre.
Il 28 agosto 2020, gli Angels scambiarono La Stella con gli Oakland Athletics per Franklin Barreto. Divenne free agent al termine della stagione.
Il 4 febbraio 2021, La Stella firmò un contratto triennale dal valore complessivo di 18,75 milioni di dollari con i San Francisco Giants.

## Palmares

### Club
- World Series: 1

Chicago Cubs: 2016

### Individuale
- MLB All-Star: 1

2019